# سهره ابروسرخ
سهرهٔ ابروسرخ (نام علمی: Neochmia temporalis)، یک گونه از خانوادۀ سهرگان ریز است که در سواحل شرقی استرالیا ساکن است. این گونه به پلینزی فرانسه نیز معرفی شده‌است. معمولاً در جنگل‌های معتدل و زیستگاه‌های خشک ساوانا یافت می‌شود. همچنین ممکن است در جنگل‌های خشک و زیستگاه‌های حرا در مناطق گرمسیری یافت شود.